# Chloroclystis subusta
Chloroclystis subusta är en fjärilsart som beskrevs av W. Warren 1895. Chloroclystis subusta ingår i släktet Chloroclystis och familjen mätare. Inga underarter finns listade i Catalogue of Life.